# Сидоровичский сельсовет (Могилёвский район)
Си́доровичский сельсовет (бел. Сідаравіцкі сельсавет) — административная единица на территории Могилёвского района Могилёвской области Республики Беларусь. Административный центр — агрогородок Сидоровичи.

## История
Образован 6 апреля 1973 года.

## Состав
Включает 8 населённых пунктов:
- Боровка — деревня
- Лыково — деревня
- Мирный — посёлок
- Новая Милеевка — деревня
- Полна — деревня
- Сидоровичи — агрогородок
- Слободка — деревня
- Шилов Угол — деревня